# Dismas Hataš
Dismas Hataš (Dismas Hat(t)asch, * 1. Dezember 1724 in Vysoké Mýto; † 13. Oktober 1777 in Gotha) war ein böhmischer Komponist und Violinist.
Hataš war seit 1751 mit der Sängerin Anna Franziska Benda, der Schwester von Franz und Georg Anton Benda, verheiratet. Auf des letzteren Vermittlung wurde er im gleichen Jahr Cammermusicus und Violinist der Hofkapelle in Gotha, später stieg er allmählich zum Konzertmeister auf. Im Dezember 1764 reiste das Ehepaar Hataš nach Kassel und im Oktober 1767 unternahm es gemeinsam mit dem Cellisten Heinrich Balthasar Preysing († 1802) eine Konzertreise nach Holland. Hataš komponierte Sinfonien, Sonaten und Lieder. Von seinen Werken sind jedoch nur zwei Violinsonaten, zwei Lieder und ein Flötenkonzert G-dur (KatGro 39, D-Rtt Hattasch 1) erhalten.
Sein 1756 in Gotha geborener Sohn Jindřich Krištof Hataš, auch Hattasch Junior genannt, war erster Geiger im Orchester von Friedrich Ludwig Schröders Theatertruppe. Er starb 1796 in Hamburg. Der gleichnamige Kapellmeister Jindřich Krištof Hataš (1736–um 1808) war Dismas Hataš jüngerer Bruder.
Jan Václav Hataš (* 3. September 1727 in Vysoké Mýto; † nach 1752 in Rožmitál) war ein weiterer Bruder von Dismas Hataš. Er wirkte als Kantor in Rožmitál und komponierte kammermusikalische und kirchenmusikalische Werke.